# Йоанис Панайотидис
Йоанис Николау Панайотидис (на гръцки: Ιωάννης Νικολάου Παναγιωτίδης) е гръцки юрист и политик.

## Биография
Роден е в 1936 година във валовищкото село Цървища. Работи като адвокат във Валовища и в Сяр. Става номарх на Додеканезите. От 22 август 1974 година до 31 юли 1976 година е номарх на Кукуш.
Избиран е четири пъти за депутат от Сяр от Нова демокрация. На 2 юни 1985 година замества Евстатиос Антопулос, на 18 юни 1989 година, на 5 ноември 1989 година.
Умира в 1991 година. Името му носи улица в Сяр.